# Hère (folklore)
La hère ou « bête à grand'queue » est une créature du folklore québécois caractérisée par une très longue queue,.